# Adriaan Hendrik Sirks
Adriaan Hendrik Sirks  (Rotterdam, 28 juni 1879 – Den Haag, 27 februari 1941) was een Nederlands militair en politiefunctionaris.
Hij studeerde aan de hbs tot hij in de zomer van 1895 slaagde voor het toelatingsexamen voor het Koninklijk Instituut voor de Marine (KIM) in Willemsoord (Den Helder) waarna hij daar als adelborst zijn opleiding vervolgde. Bij de inhuldiging van koningin Wilhelmina op 6 september 1898 was hij een van de 32 adelborsten die samen met 32 cadetten de erewacht vormde langs de route van het Paleis op de Dam naar de Nieuwe Kerk.
Na zijn opleiding in Willemsoord werd hij in augustus 1899 benoemd tot adelborst 1e klasse waarop hij in 1901 aan boord van het pantserdekschip "Noord-Brabant" vertrok naar Nederlands-Indië. In deze Nederlandse kolonie ging Sirks aan boord van het schip "Bali" werken bij de Hydrografische Dienst; het marine-onderdeel dat zich met name bezighoudt met het het maken van zeekaarten. In februari 1902 werd hij bevorderd tot luitenant ter zee 2de klasse. In 1904 keerde hij terug naar Nederland waar hij bij de marine-machinistenschool in Hellevoetsluis geplaatst werd als officier van politie en docent in de scheepsbouw. In 1907 trad Sirks weer in zeedienst op Hr. Ms. "Piet Hein" maar dat was van korte duur.
In april van dat jaar werd hem op eigen verzoek eervol ontslag uit de zeedienst verleend zodat hij benoemd kon worden tot adjunct-havenmeester in Rotterdam en tevens adjunct-Rijkshavenmeester. In mei 1914 volgde hij Th. M. Roest van Limburg op als hoofdcommissaris van Rotterdam.
In 1923 werd in Wenen een internationale politieconferentie gehouden waarbij namens Nederland naast hoofdcommissaris Sirks ook kapitein M.C. van Houten (indirect mede-initiatiefnemer) en K.H. Broekhoff (chef van de Nederlandse Centrale inzake falsificaten) aanwezig waren. De daar opgerichte Internationale Kriminalpolizeiliche Kommission (IKK) staat tegenwoordig bekend als Interpol. Tot 1934 zou Sirks regelmatig samen met Van Houten en Broekhoff namens Nederland deze IKK-bijeenkomsten bijwonen.
Verder maakte Sirks zich sterk voor het aanpakken van de smokkel en illegale handel in verdovende middelen. Mogelijk had dit ook te maken met zijn dubieuze houding tegenover de Chinezen in Rotterdam aangezien opium vooral gebruikt werd door Chinezen waarvan er nogal wat waren in de Rotterdamse wijk Katendrecht (zie artikel Geschiedenis van de Chinezen in Nederland) maar verder stond ook vast dat de Rotterdamse haven gebruikt werd voor illegale transporten in verdovende middelen. In 1928 kreeg Rotterdam als eerste in Nederland een aparte opiumrecherche ter handhaving van de Opiumwet uit 1920. In maart 1929 volgde hij de Amerikaan Arthur Woods op als assessor (adviseur) van de Opiumcommissie van de Volkenbond waarvoor hij vele zittingen in Genève bijwoonde. In het voorjaar van 1930 adviseerde deze commissie, waar Sirks toen dus deel van uitmaakte, aan al de aangesloten landen om  gecentraliseerd en eenvormig politietoezicht in te stellen. Als gevolg van dat advies werd in april 1932 de "Nederlandsche Centrale ter bestrijding van den smokkelhandel in verdoovende middelen" opgericht die gevestigd werd in Rotterdam.
In april 1932 werd aan de 78-jarige jhr. S.B. Ortt eervol ontslag verleend als waterschout van Rotterdam waarna Sirks die functie waarnam. Op 1 juli 1933 werd aan Sirks eervol ontslag verleend als hoofdcommissaris waarbij hij gelijktijdig benoemd werd als waterschout van Rotterdam. Bijna 6 maanden later werd hij als hoofdcommissaris opgevolgd door L. Einthoven die aan het begin van de Tweede Wereldoorlog mede-oprichter was van de Nederlandsche Unie.
Als gevolg van de Landbouw-crisiswet van 1933 werd een groot controlerend orgaan ingesteld onder de naam 'Centrale Crisis Opsporingsdienst', waarvan Sirks in maart 1934 de directeur werd. Twee maanden later gaf Sirks zijn positie als assessor in de Opiumcommissie van de Volkenbond op omdat hij het beter vond dat een actief dienend politieambtenaar zijn plaats zou innemen.
De functies van waterschout en directeur van die opsporingsdienst zou hij blijven vervullen tot hij begin 1941 op 61-jarige leeftijd overleed.